# Steve Redgrave
Pour les articles homonymes, voir Redgrave.
Stephen Geoffrey Redgrave, ou plus simplement Steve Redgrave, né le 23 mars 1962, est un rameur anglais qui a gagné une médaille d'or dans cinq olympiades consécutives, de 1984 à 2000, et une médaille de bronze en 1988. Il est pour l'instant le seul Britannique à avoir un tel palmarès olympique. Seuls deux autres sportifs ont réussi une telle performance : Pál Kovács et Reiner Klimke ; Birgit Fischer et Aladár Gerevich étant par ailleurs les seuls à avoir réussi la passe de six. Il est considéré comme étant le plus grand rameur de toute l'histoire.

## Biographie
À l'âge de 14 ans, c'est un professeur fanatique d'aviron, Francis Smith, qui le dirige vers ce dernier sport. Sa carrière chez les juniors se solde par une médaille d'argent en double en 1980. Cette même année, il passe près de la sélection pour les Jeux olympiques de 1980 de Moscou.
Sa première participation aux championnats du monde a lieu l'année suivante, lors des mondiaux de Villebroek. Il obtient sa première médaille internationale en 1984: le boycott des pays du Pacte de Varsovie, dominateur de l'aviron mondial dans ces années, permet au quatre barré de l'équipe de Grande-Bretagne, composé de Martin Cross, Andy Holmes, Richard Budgett et du barreur Adrian Ellison, de remporter le titre Olympique.
L'année 1986 voit d'abord Redgrave remporter trois titres lors des jeux du Commonwealth 1986 disputé à Édimbourg: en skiff, en deux sans barreur et en quatre barré. Plus tard dans la saison, il fait équipe avec Holmes et remporte son premier titre mondial lors des mondiaux de Nottingham, battant les Italiens Carmine et Giuseppe Abbagnale. L'année suivante, ceux-ci prennent leur revanche, devançant la paire britannique. Redgrave se console toutefois en remportant le titre en deux sans barreur, toujours avec Holmes.
La rivalité entre les Italiens et les Britanniques atteint son sommet lors des Jeux olympiques de 1988 de Séoul. Les Italiens mènent toute la course pour l'emporter devant l'Australie et le bateau britannique.
L'année suivante, c'est avec Simon Berrisford qu'il dispute les mondiaux de Cologne, remportant la médaille d'argent en deux sans barreur.
Berrisford s'étant blessé au dos, il refuse d'intégrer le huit britannique et malgré des réticences initiales de Matthew Pinsent, un nouveau deux sans barreur est formé, leur collaboration débutant en 1990. Leur premier mondial disputé ensemble se solde par une médaille de bronze au Lac Barrington en deux sans barreur. Puis, en 1991 à Autriche, ils obtiennent l'or.
Lors des jeux de Barcelone, ils dominent la course, devançant le bateau allemand de cinq secondes.
Durant l'olympiade suivante, et comme ils l'avaient annoncé après le titre de Barcelone, Pinsent et Redgrave restent invaincus, remportant les titres mondiaux de 1993 à Račice, puis 1994 à Indianapolis et 1995 à Tampere.
Redgrave, porte drapeau de la délégation britannique aux jeux d'Atlanta  a annoncé que les jeux seraient sa dernière compétition. Lors de celle-ci, la paire britannique prend rapidement l'avantage, distançant leurs adversaires de 3,04 secondes à mi-parcours. Ils remportent la victoire, devançant l'Australie de David Weightman et
Rob Scott et la France, bateau composé de Rolland-Andrieux  , .
Après sa victoire, à la question « allez-vous participer aux Jeux de Sydney dans quatre ans ? », Redgrave avait répondu en direct à la télévision britannique, « Si quelqu'un me voit me rapprocher de nouveau d'un bateau, vous avez ma permission pour me descendre ! » .
En 1997, Redgrave est revenu sur sa décision et a annoncé sa participation aux jeux de Sydney. Par contre, cela sera au sein du quatre sans barreur, également composé de Matthew Pinsent, du médaillé de bronze d'Atlanta en quatre sans barreur Tim Foster et de James Cracknell, spécialiste du skiff.
Pour leur premier grand rendez-vous international, ils remportent le titre mondial de 1997 à Aiguebelette-le-Lac. Cependant, en fin d'année, on découvre qu'il souffre du diabète de type 2. Il pense alors ne pas pouvoir continuer mais un jeune médecin, à l'aide d'insuline et d'un régime alimentaire adapté le convainc: « I don’t see why you can’t achieve whatever you want to achieve » (je ne vois pas pourquoi vous ne pourriez pas accomplir ce que vous voulez accomplir) . Redgrave souffrait par ailleurs depuis 1992 de Rectocolite hémorragique.
Le quatre conserve son titre en 1998 lors du mondial de Cologne, puis de nouveau en 1999 à Saint Catharines.
L'année 2000 ne se présente toutefois pas sous les meilleurs auspices. Il subit d'abord une blessure à la côte, puis un évanouissement lors d'un entraînement. Enfin, lors des régates de Lucerne, le bateau britannique termine à la quatrième place.
Le bateau prend rapidement la tête de la course devançant d'abord les Australiens, puis les Italiens qui restent très proches, à seulement 0,99 seconde au 1 500 mètres. Les Italiens accélèrent encore la cadence lors des derniers 500 mètres mais échouent finalement à 0,38 secondes sur la ligne d'arrivée  , . Redgrave vient de remporter son cinquième titre consécutif, la médaille d'or lui étant remise par la Princesse Anne. Il aura ensuite l'honneur d'être le porte drapeau de la délégation britannique lors de la cérémonie de clôture des jeux.
Il a finalement pris sa retraite sportive après son cinquième succès consécutif.
Il a été le dernier porteur de la flamme olympique le 27 juillet 2012 lors de la cérémonie d'ouverture des Jeux de Londres 2012

## Honneurs et distinctions
Redgrave a été récompensé par de nombreux honneurs et titres au cours de sa carrière.
Il devient ainsi MBE (Membre de l'Ordre de l'Empire britannique) en 1987, puis CBE (Commandeur) en 1997 et enfin Knight bachelor en 2001 , .
Il est également nommé Sportif de l'année de la BBC en 2000.
En 2001, il est également récompensé de la Médaille Thomas Keller, prix décerné par la Fédération internationale des sociétés d'aviron aux sportifs qui se sont distingués pour leur remarquable carrière dans l'aviron.

## Palmarès

### Jeux olympiques
- Jeux olympiques de 1984 à Los Angeles (États-Unis) :
  -  champion olympique en quatre barré avec Martin Cross, Adrian Ellison, Andy Holmes et Richard Budgett.
- Jeux olympiques de 1988 à Séoul (Corée du Sud) :
  -  champion olympique en deux sans barreur avec Andy Holmes;
  -  médaille de bronze en deux barré avec Andy Holmes.
- Jeux olympiques de 1992 à Barcelone (Espagne) :
  -  champion olympique en deux sans barreur avec Matthew Pinsent.
- Jeux olympiques de 1996 à Atlanta (États-Unis) :
  -  champion olympique en deux sans barreur avec Matthew Pinsent.
- Jeux olympiques de 2000 à Sydney (Australie) :
  -  champion olympique en quatre sans barreur avec Matthew Pinsent, Tim Foster et James Cracknell.

### Championnats du monde
- Championnats du monde 1981 à Munich (RF Allemagne) :
  - 8e en skiff
- Championnats du monde 1982 à Lucerne (Suisse) :
  - 6e en skiff
- Championnats du monde 1985 à Willebroek (Belgique) :
  - 12e en skiff
- Championnats du monde 1986 à Nottingham (Royaume-Uni) :
  -  champion en deux barré avec Andy Holmes et Patrick Sweeney.
- Championnats du monde 1987 à Copenhague (Danemark) :
  -  champion en deux sans barreur avec Andy Holmes.
  -  médaille d'argent en deux barré avec Andy Holmes et Patrick Sweeney.
- Championnats du monde 1989 à Bled (RFS Yougoslavie) :
  -  médaille d'argent en deux sans barreur avec Matthew Pinsent.
  - 5e en deux barré avec Matthew Pinsent et Patrick Sweeney.
- Championnats du monde 1990 au lac Barrington (Australie) :
  -  médaille de bronze en deux sans barreur avec Matthew Pinsent.
- Championnats du monde 1991 à Vienne (Autriche) :
  -  champion en deux sans barreur avec Matthew Pinsent.
- Championnats du monde 1993 à Račice (République tchèque) :
  -  champion en deux sans barreur avec Matthew Pinsent.
- Championnats du monde 1994 à Indianapolis (États-Unis) :
  -  champion en deux sans barreur avec Matthew Pinsent.
- Championnats du monde 1995 à Tampere (Finlande) :
  -  champion en deux sans barreur avec Matthew Pinsent.
- Championnats du monde 1997 à Aiguebelette-le-Lac (France) :
  -  champion en quatre sans barreur avec James Cracknell, Tim Foster et Matthew Pinsent.
- Championnats du monde 1998 à Cologne (Allemagne) :
  -  champion en quatre sans barreur avec James Cracknell, Tim Foster et Matthew Pinsent.
- Championnats du monde 1999 à Saint Catharines (Canada) : 
  -  champion en quatre sans barreur avec James Cracknell, Ed Coode et Matthew Pinsent.

### Jeux du Commonwealth
- Jeux du Commonwealth de 1986 à Édimbourg (Écosse) : 
  -  champion en skiff;
  -  champion en quatre barré;
  -  champion en deux sans barreur.